# 横堀將司
横堀 將司（よこぼり しょうじ、1974年7月15日 - ）は、日本の医学者・医師。専門は救急医学・脳神経外科学・外傷学。博士（医学）。
日本医科大学救急医学教室大学院教授、日本医科大学付属病院高度救命救急センター長。

## 人物
横田裕行の後任として日本医科大学救急医学教室の大学院教授（日本医科大学では2012年より主任教授を大学院教授と呼称）の4代目を務めている。

## 略歴
- 1993年3月 - 群馬県立前橋高等学校卒業[1]
- 1999年3月 - 群馬大学医学部卒業[1]
- 1999年6月 - 日本医科大学医学部救急医学教室入局、日本医科大学付属病院高度救命救急センター[1]
- 2000年1月 - 日本医科大学附属病院麻酔科[1]
- 2000年4月 - 日本医科大学多摩永山病院救命救急センター[1]
- 2000年7月 - 国立病院機構東京災害医療センター脳神経外科[1]
- 2001年1月 - 日本医科大学千葉北総病院救命救急センター[1]
- 2001年7月 - 武蔵野赤十字病院脳神経外科[1]
- 2003年7月 - 日本医科大学附属病院高度救命救急センター[1]
- 2005年4月 - 武蔵野赤十字病院脳神経外科[1]
- 2006年10月 - 日本医科大学付属病院高度救命救急センター[1]
- 2010年10月 - マイアミ大学医学部脳神経外科客員研究員[1]
- 2013年10月 - 日本医科大学医学部救急医学教室講師[1]、日本医科大学付属病院高度救命救急センター[1]
- 2018年4月 - 日本医科大学医学部救急医学教室准教授[1]、日本医科大学付属病院高度救命救急センター[1]
- 2020年4月 - 日本医科大学医学部救急医学教室大学院教授、日本医科大学病院高度救命救急センター長[1]・救命救急科部長[3]